# Podagriomicron
Podagriomicron is een geslacht van vliesvleugeligen uit de familie van de Torymidae. De wetenschappelijke naam van dit geslacht werd voor het eerst geldig gepubliceerd in 2010 door Narendran & Mercy.

## Soorten
Het geslacht Podagriomicron is monotypisch en omvat slechts de volgende soort:
- Podagriomicron wayanadense Narendran & Mercy, 2010